# Изилянова, Валентина Михайдаровна
Валентина Михайдаровна Изилянова (род. 1959) — русский советский и марийский писатель, прозаик, поэт и переводчик. Член Союза писателей СССР с 1988 года. Лауреат Государственной молодёжной премии Марий Эл в области литературы (1994) и Государственной премии Республики Марий Эл в области литературы (2007). Заслуженный работник культуры Республики Марий Эл (2015).

## Биография
Родилась 1 января 1959 года в деревне Андреевка Мишкинского района БАССР в крестьянской семье.
С 1977 по 1982 год обучалась на историко-филологическом факультете Марийском государственном педагогическом институте имени Н. К. Крупской, в период обучения в университете была активной участницей семинаров «Литературная осень». С 1989 по 1991 год проходила обучение на Высших литературных курсах при Литературном институте имени А. М. Горького на семинаре известного поэта и педагога Ю. П. Кузнецова. С 1982 по 1989 год работала в должностях корректора и редактора художественной и учебно-методической литературы в Марийском книжном издательстве. С 1992 по 2005 год — старший научный сотрудник Национального музея Республики Марий Эл имени Т. Е. Евсеева. С 2005 по 2008 год — заместитель директора Марийского книжного издательства.
Член Союза писателей СССР с 1988 года, член Правления Союза писателей Республики Марий Эл. В 1979 году из-под пера Изиляновой вышло первое поэтическое произведение, напечатанное в газете «Марий коммуна», в 1983 году вышел первый поэтический сборник «Дай руку, друг» напечатанный в литературно-художественном журнале «Ончыко» и получивший высокую оценку её учителя, поэта С. А. Вишневского. В последующем вышли такие произведения как цикл стихов «Когда цветёт калина» (1983), «Не покидай моё поле, жаворонок!» (1987), «Песнецвет» (1995), «Роща голоса» и «Эхо голосов» (2005), «Письмо на небо» (2009), «Чувствую дорогу жизни» (2018). Произведения Изиляновой публиковались в известном литературно-публицистическом журнале «Литературная Россия», а основные сборники издавались в Марийском книжном издательстве.
В 2015 году В. М. Изилянова была удостоена почётного звания Заслуженный работник культуры Республики Марий Эл. В 1994 году ей была присвоена Государственная молодёжная премия Марий Эл в области литературы имени Олыка Ипая, а в 2007 году она была удостоена Государственной премии Республики Марий Эл в области литературы имени С. Г. Чавайна.

## Награды
- Заслуженный работник культуры Республики Марий Эл (26.12.2015)[3]

### Премии
- Государственная премия Республики Марий Эл в области литературы имени С. Г. Чавайна (2007)[2]
- Государственная молодёжная премия Марий Эл в области литературы имени Олыка Ипая (1994)[2]